# Gonatozygaceae
Gonatozygaceae es una familia de algas, pertenecientes al orden Desmidiales.

## Géneros
- Genicularia
- Gonatozygon